# 迈赫迪·阿卜迪
迈赫迪·阿卜迪（波斯語：مهدی عبدی قرا，1998年11月30日—），是一名伊朗职业足球运动员，司职前锋。现在效力于伊朗职业足球联赛俱乐部柏斯波利斯。

## 荣誉

### 俱乐部
柏斯波利斯
- 伊朗職業足球聯賽冠军：2019–20、2020–21、2022–2023
- 哈斯菲盃冠军：2022–23
- 伊朗超級盃
  - 冠军：2020、2023
  - 亚军：2021
- 亞足聯冠軍聯賽亚军：2020